# Fionda

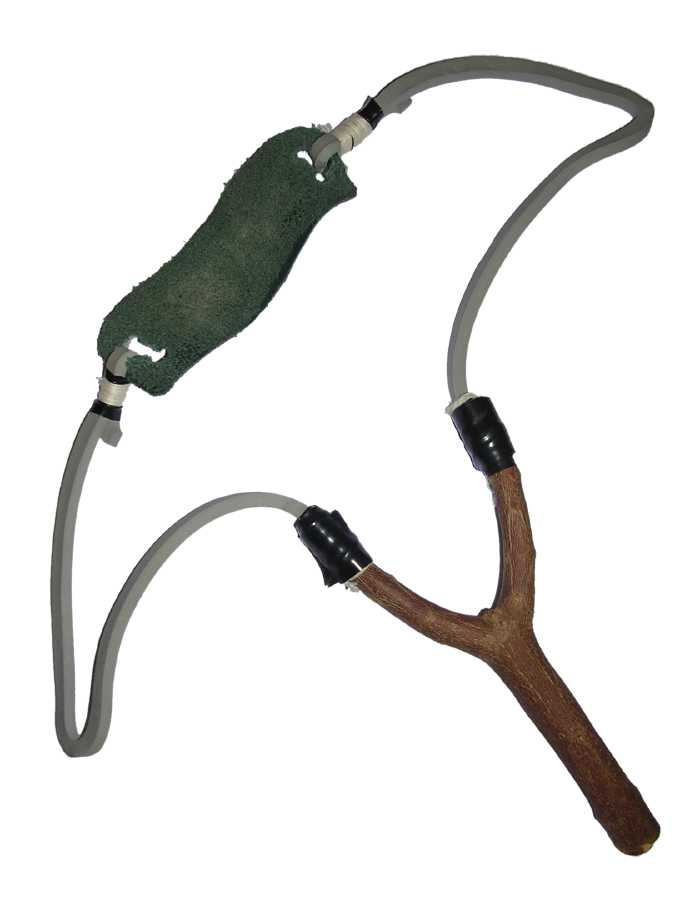
Una fionda

La fionda è una piccola arma da lancio manuale costituita da una impugnatura che si biforca in due rami tanto da ricordare la forma della lettera Y. Ciascuna estremità dell'arma è unita da un laccio elastico al cui centro viene posta una toppa atta ad ospitare il proiettile.

## Storia
Già nell'antichità la fionda era usata come arma. La si trova nell'Eneide, impugnata da Mezenzio durante la guerra tra italici e troiani: con essa il tiranno etrusco colpisce a morte un giovane siculo (figlio di Arcente), che aveva lasciato la sua patria per aggregarsi a Enea.
La scoperta di fibre dalle caratteristiche elastiche maggiori e l'utilizzo per l'impugnatura di materiali più leggeri e resistenti ha portato alla produzione di fionde con una capacità di lancio notevolmente superiore a quelle iniziali.
Le fionde dipendono da materiali elastici forti, tipicamente gomma naturale vulcanizzata o equivalente come tubi di gomma siliconica, e quindi risalgono non prima dell'invenzione della gomma vulcanizzata da parte di Charles Goodyear nel 1839 (brevettata nel 1844). Nel 1860, questo "nuovo motore" aveva stabilito una reputazione per l'uso da parte di giovani in atti di vandalismo. Per gran parte della loro storia antica, le fionde erano un oggetto "fai da te", tipicamente costituito da un ramo biforcuto per formare il manico a forma di "Y", con strisce di gomma tagliate da oggetti come camere d'aria o altre fonti di buona gomma vulcanizzata, e sparando pietre di dimensioni adeguate.
Sebbene le prime fionde fossero per lo più associate a giovani vandali, potevano essere efficaci armi da caccia nelle mani di un utente esperto. Sparando proiettili, come palle di piombo, pallettoni, cuscinetti a sfera d'acciaio, pallini per fucili ad aria compressa o piccoli chiodi, una fionda era in grado di prendere selvaggina come quaglie, fagiani, conigli, colombe e scoiattoli. Mettere più palline nella sacca produce un effetto fucile (anche se non molto preciso), come sparare una dozzina di BB alla volta per cacciare piccoli uccelli. Con l'aggiunta di un adeguato riposo, la fionda può essere utilizzata anche per scoccare frecce, consentendo la caccia di selvaggina di media taglia a corto raggio.
Sebbene le fionde prodotte in commercio risalgano al più tardi al 1918, con l'introduzione dello Zip-Zip, un modello in ghisa, fu solo negli anni del secondo dopoguerra che le fionde videro un aumento di popolarità e legittimità. Erano ancora principalmente costruiti in casa; un articolo di Popular Science del 1946 descrive in dettaglio un costruttore di fionde e un cacciatore che usa fionde costruite in casa fatte con bastoncini di Cornus biforcuti per prendere piccola selvaggina a distanze fino a 9 m (30 piedi) con pallettoni di piombo n. 0 (8 mm [0,32 pollici] di diametro).
L'azienda Wham-O, fondata nel 1948, ha prodotto la fionda Wham-O. Era fatto di legno di frassino e usava elastici piatti. Il Wham-O era adatto per la caccia, con un peso di trazione fino a 200 newton (45 libbre di forza), ed era disponibile con un poggia-freccia.
La National Slingshot Association è stata fondata negli anni '40, con sede a San Marino, California. Ha organizzato club e competizioni di fionda a livello nazionale. Nonostante la reputazione della fionda come strumento di delinquenza giovanile, la NSA ha riferito che l'80% delle vendite di fionda era a uomini di età superiore ai 30 anni, molti dei quali professionisti. John Milligan, un produttore part-time della John Milligan Special con telaio in alluminio (una fionda da caccia), ha riferito che circa un terzo dei suoi clienti erano medici.
La metà degli anni '50 vide due importanti innovazioni nella produzione di fionde, caratterizzate dal Wrist-Rocket prodotto dalla Saunders Archery Co. di Columbus, Nebraska. Il Wrist-Rocket era costituito da aste in lega di alluminio piegate che formavano non solo il manico e la forcella, ma anche un tutore che si estendeva all'indietro sul polso e forniva supporto sull'avambraccio per contrastare la torsione delle fasce. Il Wrist-Rocket utilizzava anche tubi di gomma chirurgici anziché fasce piatte, attaccati alle estremità della forcella rivolte all'indietro facendo scorrere le estremità del tubo sulle punte delle forcelle, dove veniva trattenuto per attrito o aderito con l'aggiunta di colofonia liquida.
La prima produzione della fionda Wrist-Rocket è stata uno sforzo congiunto tra Saunders Archery Co., che ha inventato il marchio e ha sviluppato il macchinario di formatura automatizzato, e Mark Ellenburg che ha ideato il design di base. Pochi anni dopo Mark Ellenburg si separò fondando la sua società chiamata Tru-mark Manufacturing Company. Oggi Saunders Archery è ancora un importante innovatore nel settore delle fionde con la sua linea di fionde a banda piatta che utilizzano clip di bloccaggio per il fissaggio e l'accordatura della fascia.
Le fionde vengono anche occasionalmente utilizzate nella pesca con l'amo per disperdere l'esca su un'area d'acqua, in modo che i pesci possano essere attratti.
Esiste anche un derivato casalingo di una fionda, costituito da un palloncino di gomma tagliato a metà e legato a un oggetto tubolare come il collo di una bottiglia di plastica, o un tubicino. Il proiettile viene inserito attraverso il tubo e nel palloncino tagliato e l'utente allunga il palloncino per lanciare il proiettile. Queste cosiddette "pistole a palloncino" sono talvolta realizzate in sostituzione della normale fionda e sono spesso utilizzate per creare l'effetto "fucile" con più proiettili sparati contemporaneamente.
Esistono gare per tiratori di fionda a vari livelli, molto popolari in Spagna, Italia e Cina.

## Modalità di utilizzo
Può essere montato un sostegno per il polso sul manico per evitare errori di tiro o ferite alle mani. Viene normalmente impugnata nella mano non dominante mentre i lacci elastici vengono tesi dall'altra mano fino alla tensione totale. L'obiettivo da colpire viene fissato in mezzo alla biforcazione dell'arma.

## Uso militare
Le fionde sono state usate come armi militari, ma principalmente dalle forze di guerriglia a causa delle risorse primitive e della tecnologia necessarie per costruirne una. Prima dell'invasione dell'Iraq nel 2003, Saddam Hussein pubblicò un video di propaganda che mostrava le fionde come una possibile arma di ribellione da usare contro le forze d'invasione.
Le fionde sono state utilizzate anche dai militari per lanciare veicoli aerei senza pilota (UAV). Due membri dell'equipaggio formano la forcella, con un cavo elastico teso tra loro per fornire energia per lanciare il piccolo aereo.
Nella battaglia di Marawi, i soldati d'élite Scout Rangers dell'esercito filippino sono stati osservati mentre usavano fionde con granate come mortaio improvvisato per eliminare i terroristi del Gruppo Maute e Abu Sayyaf.

## Pericoli
Uno dei pericoli insiti nelle fionde è l'alta probabilità che le fasce falliscano. La maggior parte dei cinturini sono realizzati in lattice, che si degrada con il tempo e l'uso, causando il danneggiamento dei cinturini sotto tensione. I guasti all'estremità della sacca sono i più sicuri, poiché provocano il rimbalzo del cinturino lontano dall'utente. I guasti all'estremità della forcella, tuttavia, rimandano il cinturino verso il viso del tiratore, che può causare lesioni agli occhi e al viso. Un metodo per ridurre al minimo la possibilità di un guasto all'estremità della forcella consiste nell'utilizzare una fascia conica, più sottile all'estremità della sacca e più spessa e resistente all'estremità della forcella. I modelli che utilizzano parti sciolte alla forcella sono i più pericolosi, in quanto possono far sì che quelle parti vengano spinte indietro verso la faccia del tiratore, come l'attacco a sfera utilizzato nella linea di fionde Daisy "Natural". La fascia poteva scivolare fuori dalla fessura in cui era appoggiata e la palla dura nel tubo provocava cecità e denti rotti. I modelli Daisy che utilizzano fasce tubolari semplici non sono stati coperti dal richiamo, perché il tubo elastico non causa gravi lesioni in caso di guasto. Un altro grosso pericolo è la rottura della forcella; alcune fionde commerciali realizzate con una lega di zinco economica possono rompersi e ferire gravemente gli occhi e il viso dei tiratori.
Molte giurisdizioni vietano l'uso di fionde rinforzate. Ad esempio, la legge penale di New York 265.01 lo definisce un reato di classe 4.

## Cultura di massa
Nella serie animata I Simpson, il personaggio di Bart Simpson usa spesso una fionda. In un episodio è presente anche un negozio chiamato The Art of Slingshot (L'arte della fionda).
Nella serie a fumetti (e nelle relative trasposizioni animate e cinematografiche) Dennis the Menace il protagonista usa a volte una fionda.

## Galleria d'immagini

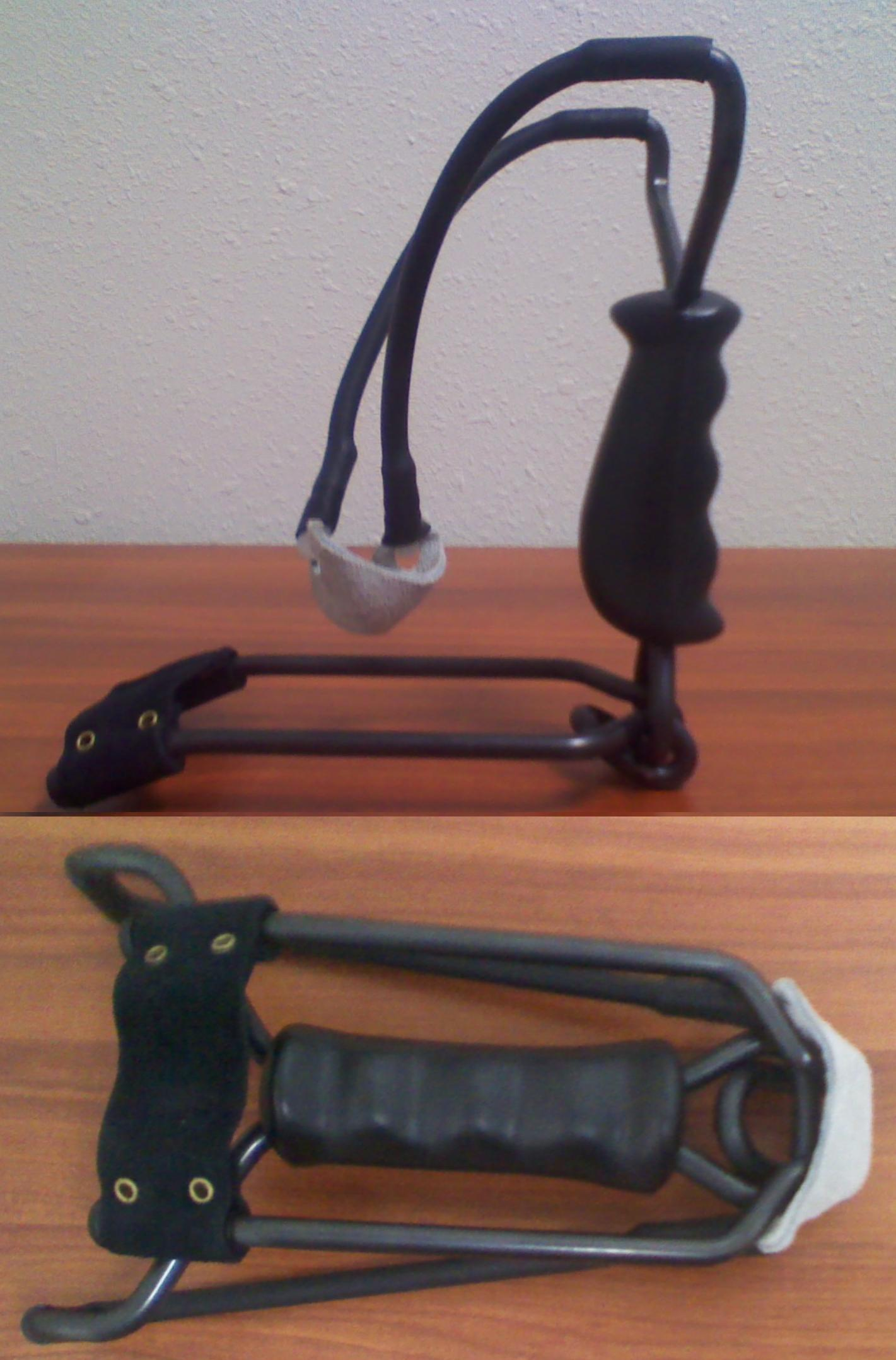
Una fionda pieghevole da polso con struttura in acciaio che utilizza fasce tubolari. Commercializzato dalla Riley Kitchen Air Rifle Company.
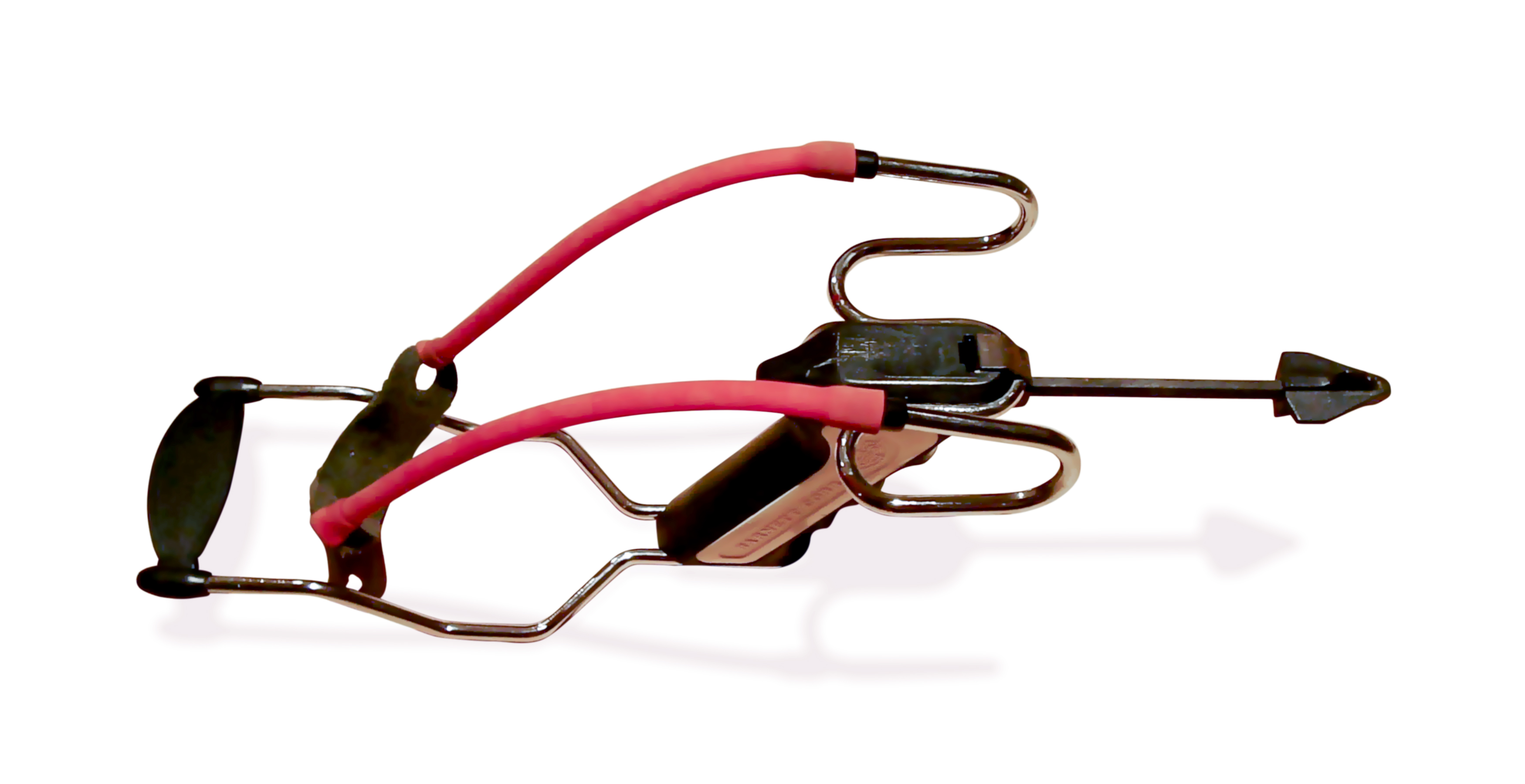
Fionda moderna con impugnatura ergonomica (al centro), supporto per il braccio (a sinistra), stabilizzatore e mirino (a destra).
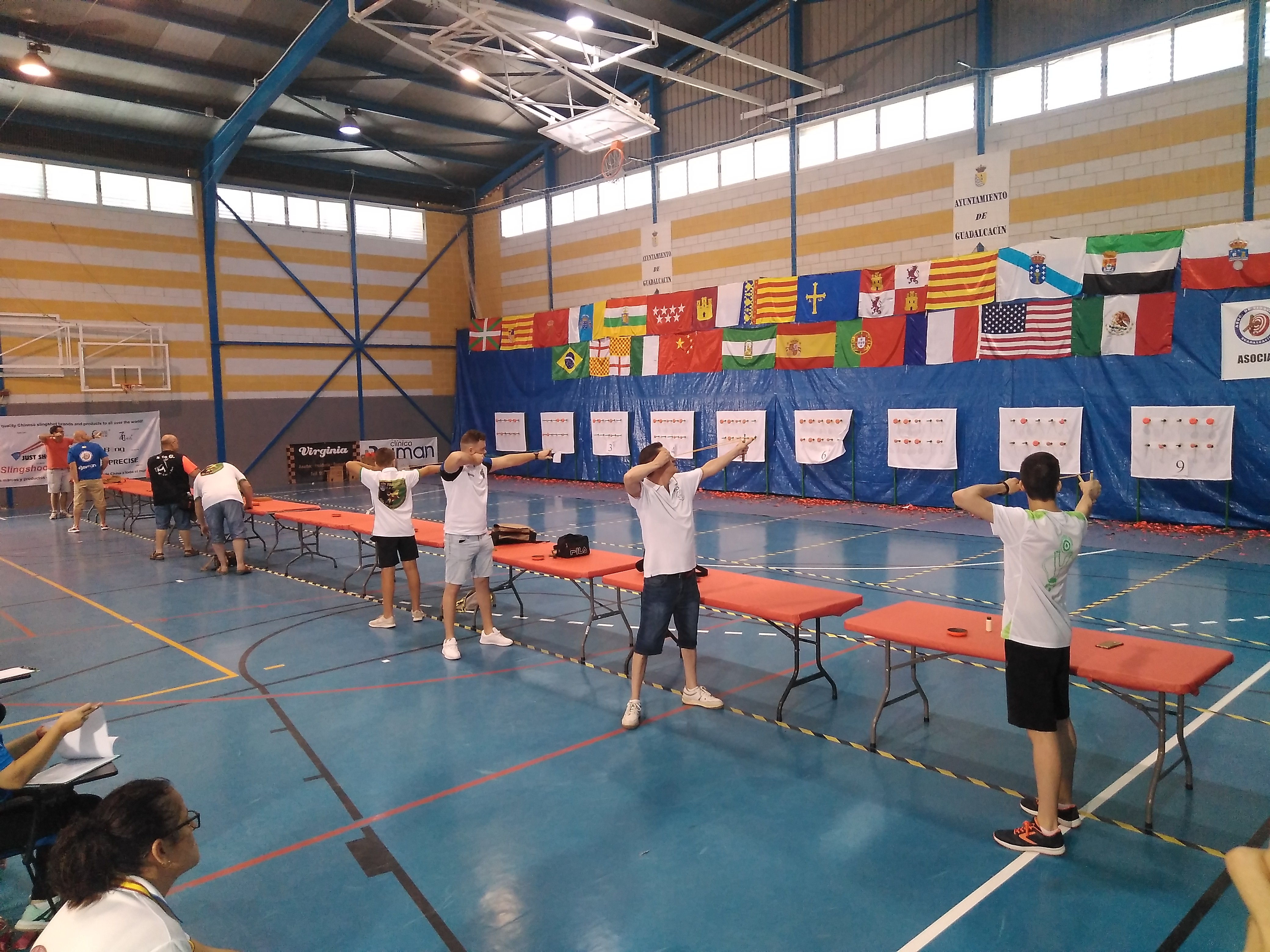
Gara di tiratori di fionda, Spagna
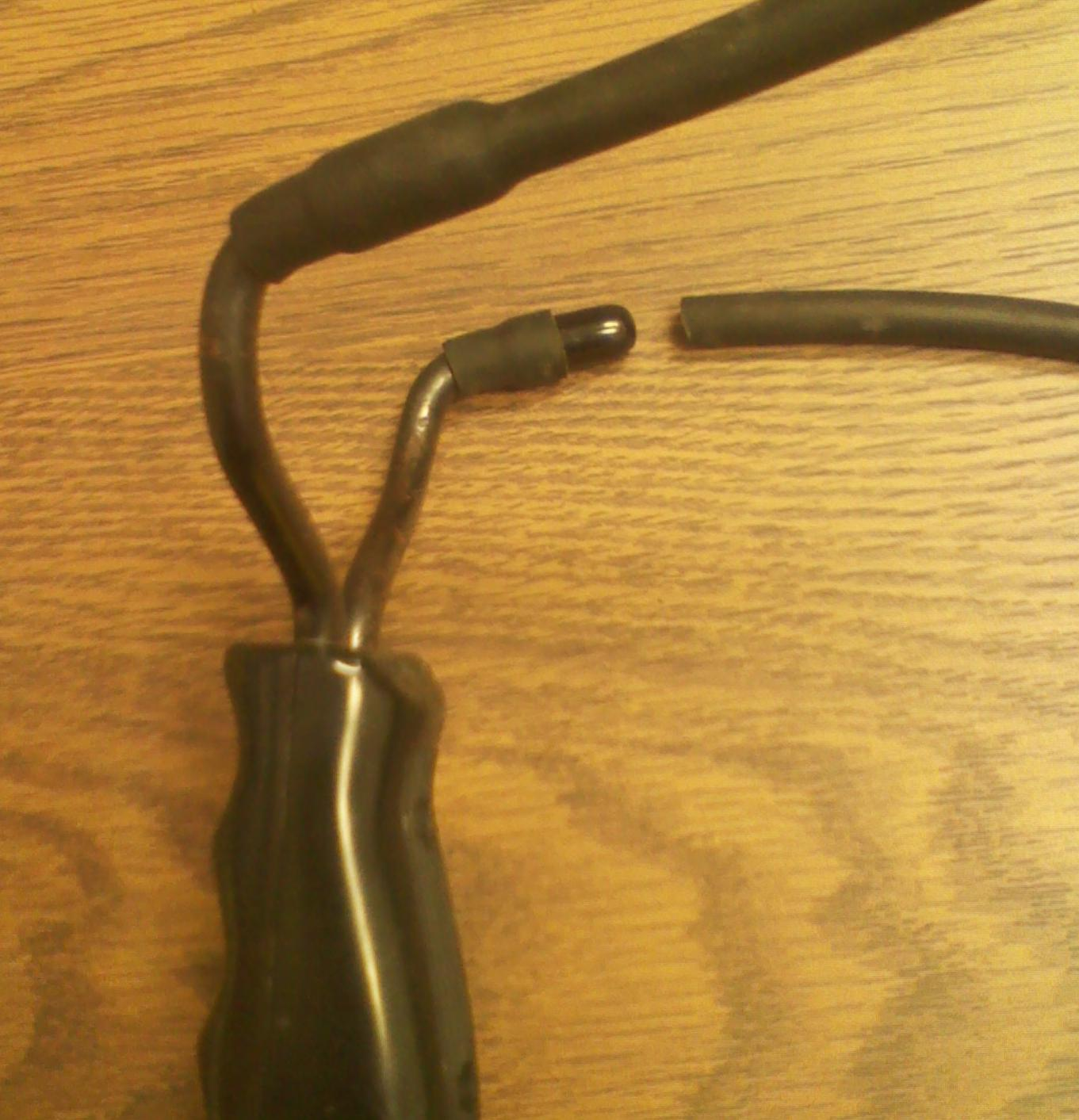
Una fionda a fascia tubolare che mostra un cedimento della fascia alla biforcazione.
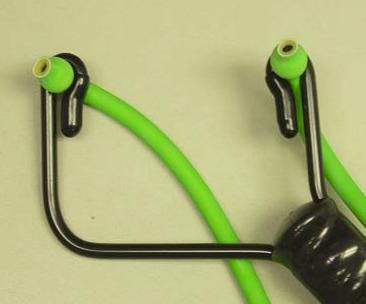
Il metodo di attacco ball-in-band utilizzato dalla linea di fionde Daisy "Natural".